# Hydriomena griseata
Hydriomena griseata là một loài bướm đêm trong họ Geometridae.